# Hyperstrotia albicincta
Hyperstrotia albicincta är en fjärilsart som beskrevs av George Francis Hampson 1898. Hyperstrotia albicincta ingår i släktet Hyperstrotia och familjen nattflyn. Inga underarter finns listade i Catalogue of Life.